# Cave Story
Cave Story (japanski: Dōkutsu Monogatari) je besplatna računalna igra izdana u prosincu 2004. za osobna računala. Igru je pet godina dizajnirao i programirao Daisuke Amaya, koji koristi umjetničko ime Pixel. Igra je mješavina akcijske i avanturističke igre, a odlikuje se bogatom pričom. Isprva je igra bila samo na japanskom jeziku, ali nakon što je prevedena na engleski jezik postala je izuzetno omiljena diljem svijeta.

## Način igranja
U igri igrač kontrolira lika, koji može trčati i skakati, te pucati iz oružja koja pokupi, a na početku je bez oružja. Postoji 9 različitih oružja od kojih svako funkcionira na jedinstven način, a jedno se može koristiti i kao jetpack. Osim oružja, postoji još mnogo raznih stvari za pokupiti od kojih neke služe za razvoj priče, neke su od praktične primjene, a neke oboje. Iako postoji 9 različitih oružja, igra je složena da je istovremeno moguće imati najviše 5 oružja, jer se do nekih oružja dolazi mijenjanjem za stara, a posjedovanje nekih oružja onemogućuje nabavljanje nekih drugih oružja.
Kroz igru igrač nailazi na razne borbe s bossovima, od kojih svaki napada na jedinstveni način i za svakoga je potrebna drugačija strategija kako bi se lakše došlo do pobjede. Igra ima tri različita završetka, a igrač svojim odlukama kroz igru određuje koji će se od njih dogoditi. Igru je moguće sačuvati samo na mjestima na kojima se nalazi disketa.

## Vanjske poveznice
- Stranica autora  Arhivirana inačica izvorne stranice od 15. studenoga 2006. (Wayback Machine)
- Engleski prijevod  Arhivirana inačica izvorne stranice od 20. kolovoza 2008. (Wayback Machine)